# 1273

## Починали
- 17 декември – Руми, ирански философ